# Аянское водохранилище
Ая́нское водохрани́лище (укр. Аянське водосховище, крымскотат. Ayan yapma gölü, Аян япма голю) — водохранилище естественного стока в Симферопольском районе Крыма на реке Аян. Объём водохранилища — 3,9 млн м³, площадь зеркала — 0,4 км², максимальная глубина — 24,5 метра, высота над уровнем моря 404,1 метра. Построено и используется для водоснабжения города Симферополя: по 18-километровому подземному водоводу вода поступает в очистные сооружения на Петровских скалах. При строительстве в 1928 году по трассе были сооружены каптажные здания в восточном стиле, два из которых сохранились до наших дней.

## История
Идея использования воды Аянского источника для водоснабжения Симферополя возникла в начале XX века — были уже проведены большие работы по подготовке к строительству водопровода, но владелец окрестных земель камергер Попов без объяснений, запретил работы. В 1926 году инженерно-мелиоративным факультетом Харьковского сельхозинститута был разработан проект и в 1927 году, в 2,8 километра от источника, начаты работы по строительству водохранилища. Общая стоимость строительства составила на 1926 год 1 270 000 рублей. Первую очередь водохранилища закончили в 1928 году, вторую в 1939 году — объём воды составил 1,75 млн м³. Во время войны, в 1944 году оккупанты намеревались взорвать плотину, но попытка была сорвана партизанами отряда, которым командовал Октябрь Козин. В 1951 и в 1977 годах были проведены реконструкции плотины и объём достиг 3,9 млн м³.

## Наполнение водохранилища
В обычные годы водохранилище накапливает 3,9 миллиона кубометров воды. На конец августа 2020 года в водохранилище осталось меньше 2 миллионов кубометров воды.
На конец июня 2021 года: водохранилище заполнено полностью, работает водосброс.